# 和合二仙
和合二仙，亦稱和合二聖，為民間信仰裏掌管和平與喜樂的兩位神仙，為拾得與寒山兩位名僧之合稱。相傳兩位高僧因為情感融洽，故能保佑世間朋友友誼長存，情侶情意綿長。
據說，寒山、拾得兩人曾入主蘇州普明院，廣興佛法。後普明院易名為「寒山寺」以紀念之。
傳說中寒山是文殊菩薩的化身，拾得是普賢菩薩的化身。清朝雍正帝冊封寒山為“妙覺普渡和聖寒山大士”簡稱“和聖”，拾得為“妙覺普渡合聖拾得大士”，簡稱“合聖”。
香港特别行政区于1997年推出的回归特别版纪念币中的二元硬币的图案正是和合二仙的图案。

## 二僧身世
寒山，唐中后期的僧侶，能作詩，隱居於浙江天台山的寒巖洞（寒山）。因姓氏、法號不詳，人稱「寒山」，又稱「寒山子」或「貧子」，唐人编集《寒山子詩集》與宋僧贊寧著《宋高僧傳》有傳。
拾得，本是弃儿，天台國清寺豐干禅师外出時拾回收養，故稱「拾得」，後來出家，成為国清寺的僧人，掌管食堂香灯。
寒山與拾得和尚是至交，兩人常結伴雲遊四方，喜愛吟詩作偈。拾得後來待在廚房做雜務，常把殘食盛放竹筒裡，讓寒山帶回充飢。
據說，寒山、拾得兩人曾入主蘇州普明院，廣興佛法。後普明院易名為「寒山寺」以紀念之。豐干與寒山、拾得三人則被稱為「國清三隱」。

## 忍耐歌
稽首文殊，寒山之士；南無普賢，拾得定是。

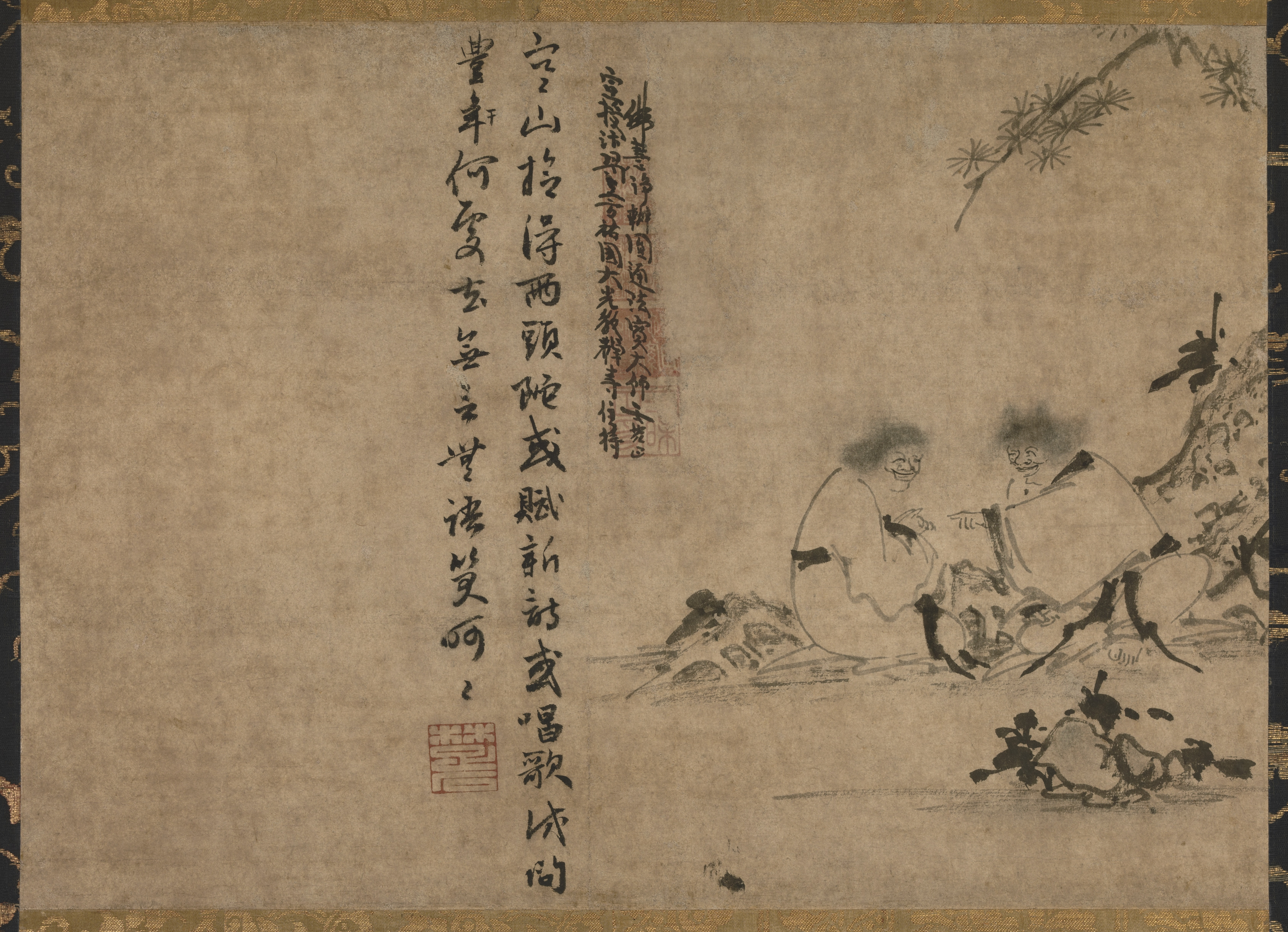
因陀羅《寒山拾得图》，元・14世紀 紙本墨画（日本国宝），现藏于東京国立博物館

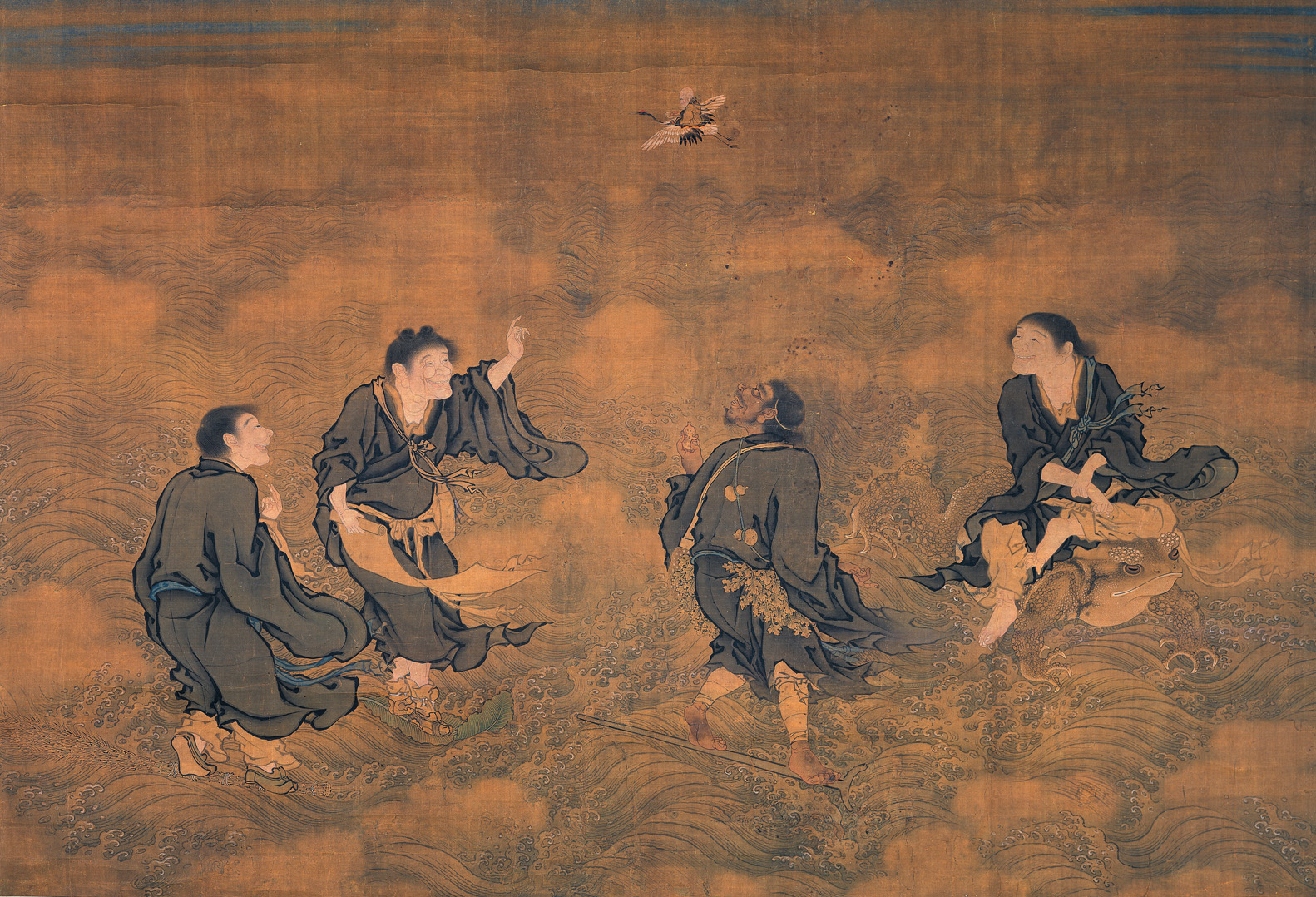
四仙拱壽圖（纵98.3厘米 横143.8厘米）现藏于國立故宮博物院。画中拾得踏著帚，寒山踏著蕉葉，李鐵拐踏著拐杖，劉海蟾騎著三足金蟾，騎著鶴是壽星，明代商喜绘

昔日寒山問拾得曰：「世間謗我、欺我、辱我、笑我、輕我、賤我、惡我、騙我、如何處治乎？」
拾得云：「只是忍他、讓他、由他、避他、耐他、敬他、不要理他、再待幾年你且看他。」